# The Principle of Moments
The Principle of Moments je v pořadí druhé sólové album zpěváka Roberta Planta a vyšlo v roce 1983.

## Úvod
Druhé sólové album natočil Robert se stejnou sestavou jako své první album, jen na místo bubeníka Cozy Powella zasedl bubeník skupiny Jethro Tull Barriemore Barlow. Deska vyšla v červenci 1983 na Robertově vlastní značce Es Paranza u firmy Atlantic, se kterou podepsal novou smlouvu po ukončení činnosti značky Swan Song. V americkém albovém žebříčku dosáhla deska nejvýše na 8 pozici, v britském pak na příčku 7. Z této Robertovy sólové desky vzešel jeho první singlový hit, píseň "Big Log". Robert Plant se díky této skladbě, která dosáhla 11. příčky britského singlového žebříčku, dostal do britské televizní hitparády "Top of the Pops". Dalším singlovým úspěchem se stala skladba "In the Mood".

Reedice alba z roku 2007 obsahuje celkem čtyři bonusy, tři živé nahrávky a jednu předtím nikdy nevydanou skladbu. Živé nahrávky pocházejí z Robertova prvního sólového turné z koncertu v Houstonu, který
se uskutečnil v roce 1983, mezi nimi zaujme především méně známé reggae Boba Marleyho "Lively Up Yourself". Stejné zastoupení má album také na kompilaci "Nine Lives" vydané v září 2006.

## Seznam skladeb

### Strana A
1. "Other Arms" (Robert Plant/Robbie Blunt) – 4:20
2. "In the Mood" (Robert Plant/Robbie Blunt/Paul Martinez) – 5:19
3. "Messin' With the Mekon" (Robert Plant/Robbie Blunt/Paul Martinez) – 4:40
4. "Wreckless Love" (Robert Plant/Robbie Blunt) – 5:18

### Strana B
1. "Thru' With the Two Step" (Robert Plant/Robbie Blunt/Paul Martinez) – 5:33
2. "Horizontal Departure" (Robert Plant/Robbie Blunt/Paul Martinez/Jezz Woodroffe) – 4:19
3. "Stranger Here...Than Over There" (Robert Plant/Robbie Blunt/Paul Martinez/Jezz Woodroffe) – 4:18
4. "Big Log" (Robert Plant/Robbie Blunt/Jezz Woodroffe) – 5:03

Bonusové skladby na reedici alba z roku 2007
1. "In the Mood" (live) (Robert Plant/Robbie Blunt/Paul Martinez) – 7:35
2. "Thru' With the Two Step" (live) (Robert Plant/Robbie Blunt/Paul Martinez) – 11:11
3. "Lively Up Yourself" (live) (Bob Marley) – 3:04
4. "Turnaround" (Robert Plant/Robbie Blunt/Paul Martinez/Jezz Woodroffe) – 4:55

## Obsazení
- Robert Plant - zpěv
- Robbie Blunt - kytary
- Paul Martinez - baskytara
- Jezz Woodroffe - klávesy
- Phil Collins - bicí (skladby 1, 2, 3, 5, 6, 8, 9, 10, 11, 12)
- Barriemore Barlow - bicí (skladby 4 & 7)
- John David - doprovodné vokály
- Ray Martinez - doprovodné vokály
- Bob Mayo - kytary, klávesy, doprovodné vokály (skladby 9, 10, 11)
- Pat Moran - engineer

## Singly k albu

### UK Singly
- Big Log/Messin' With the Mekon (červenec 1983, 7" WEA B-9848)  #11
  1. "Big Log" (Robert Plant/Robbie Blunt/Jezz Woodroffe)
  2. "Messin' With the Mekon" (Robert Plant/Robbie Blunt/Paul Martinez)
- Big Log/Messin' With the Mekon/Stranger Here... Than Over There (1983, 12" WEA B-9848T)
  1. "Big Log" (Robert Plant/Robbie Blunt/Jezz Woodroffe)
  2. "Messin' With the Mekon" (Robert Plant/Robbie Blunt/Paul Martinez)
  3. "Stranger Here... Than Over There" (Robert Plant/Robbie Blunt/Paul Martinez/Jezz Woodroffe)
- In The Mood/Pledge Pin (live) (leden 1984, 7" Es Paranza B-6970)
  1. "In The Mood" (Robert Plant/Robbie Blunt/Paul Martinez)
  2. "Pledge Pin" (live in Dallas)(Robert Plant/Robbie Blunt)
- In The Mood/Pledge Pin (live)/Horizontal Departure (live) (1984, 12" Es Paranza B-6970T)
  1. "In The Mood" (Robert Plant/Robbie Blunt/Paul Martinez)
  2. "Pledge Pin" (live in Dallas)(Robert Plant/Robbie Blunt)
  3. "Horizontal Departure" (live in Dallas) (Robert Plant/Robbie Blunt/Paul Martinez/Jezz Woodroffe)

### US Singly
- Big Log/Far Post (1983, 7" Atlantic 7-99844)  #20
  1. "Big Log" (Robert Plant/Robbie Blunt/Jezz Woodroffe)
  2. "Far Post" (Robert Plant/Robbie Blunt/Jezz Woodroffe)
- Big Log/Messin' With the Mekon/Stranger Here... Than Over There (1983, 12PRO, Atlantic PR-518)
  1. "Big Log" (Robert Plant/Robbie Blunt/Jezz Woodroffe)
  2. "Messin' With the Mekon" (Robert Plant/Robbie Blunt/Paul Martinez)
  3. "Stranger Here... Than Over There" (Robert Plant/Robbie Blunt/Paul Martinez/Jezz Woodroffe)
- In the Mood/Horizontal Departure (listopad 1983, 7" Es Paranza 7-99820)  #39
  1. "In the Mood" (Robert Plant/Robbie Blunt/Paul Martinez)
  2. "Horizontal Departure" (Robert Plant/Robbie Blunt/Paul Martinez/Jezz Woodroffe)
- In the Mood (Short version)/In the Mood (Long version) (listopad 1983, 7PRO, Es Paranza 7-99820)
  1. "In the Mood" (Short version) (Robert Plant/Robbie Blunt/Paul Martinez) - 3:44
  2. "In the Mood" (Long version) (Robert Plant/Robbie Blunt/Paul Martinez) - 5:19